# Наказные и войсковые атаманы Уральского казачьего войска
Наказные и войсковые атаманы Уральского казачьего войска
Указаны даты нахождения при должности

## Войсковые (избираемые) атаманы Яицкого войска
1. Василий Гугня — прибл. 1396 г.
2. Митя Бритоус, Иван Юрьев, Иван Кольцо — XVI в.
3. Матвей Мещеряк — XVI в.
4. Богдан Барбоша — XVI в.
5. Нечай Шацкий — 1570-е гг.—1603 (или 1605)
6. Никита Ус — ?—после 1613
7. Шамай — упомянут в 1620
8. Ефрем Кулак — упомянут 1630
9. Лукьян Ясаков — упомянут 1631
10. Тимофей Никифорович Поп — 1632—1633
11. Федор Боев — упомянут 1636
12. Иван Кондырев — упомянут 1649
13. Василий Бык — упомянут 1669
14. Василий Касимов — упомянут 1677
15. Григорий Федоров — 1679, 1680
16. Прокофий Семенов — 1682, 1683, 1689
17. Яков Васильев 1683—1689
18. Данило Денисьев — 1689
19. Гречуха, Алексей Васильевич — 1695
20. Меншиков, Иван (Менщик) — 1696—1697
21. Семенников, Федор Петрович — 1697—1698, 1699, 1700—1702, 1705—1706, 1707, 1715—1716
22. Белоусов, Иван — 1698
23. Копеечка, Никон Васильевич — 1698
24. Белоусов, Осип Васильевич — 1699—1700, 1702—1704
25. Сергеев, Вахромей — 1704—1705
26. Миронов, Матвей Миронович — 1706, 1713—1715
27. Меркурьев, Григорий Меркурьевич — 1716—1718, 1722—1723, 1723—1738
28. Филимонов, Степан Иванович — 1718—1719
29. Бородин, Никита Трифонович — 1719—1720
30. Арапов, Федор Иванович — 1720
31. Щербаков, Иван Иванович — 1720—1722
32. Погодаев, Герасим Васильевич — 1722
33. Уракчинцев, Василий Яковлевич — 1723
34. Карпов, Андрей Яковлевич — 1738
35. Прытков, Василий Лукьянович — 1738—1739, 1739—1741
36. Копеечкин, Афанасий Данилович — 1739
37. Бородин, Андрей Никитович — 1741—1748
38. Меркурьев, Илья Григорьевич — 1748—1755
39. Митрясов, Иван — 1755—1760
40. Полковник Бородин, Андрей Никитович (брат № 37) — 1755, 1760—1767
41. Тамбовцев, Петр Васильевич — 1767—1772
42. Армейский полковник Бородин, Мартемьян Михайлович — 1774—1775

## Войсковые (избираемые) атаманы Уральского войска
1. Бригадир Акутин, Иван Кириллович — 1775—1785
2. Генерал-майор Донсков, Данила Дмитриевич — 1785—1798
3. Генерал-майор Бородин, Давыд Мартемьянович — 1798—1823, 1827—1830
4. Генерал-майор Назаров, Петр Михайлович — 1823—1827
5. Генерал-майор Мартынов, Василий Патрикеевич — 1917
6. Генерал-лейтенант Толстов, Владимир Сергеевич — 24.03.1919—04.1920

## Наказные (назначаемые) атаманы Яицкого войска
1. Есаул Углецкий, Андрей Андреевич — 1763
2. Лейб-гвардии капитан Чебышёв, Пётр Петрович — 1767

## Наказные (назначаемые) атаманы Уральского войска
1. Генерал-майор Покатилов, Василий Осипович — 1830—1838
2. Полковник Бизянов, Федот Григорьевич — 1837
3. Генерал-майор Кожевников, Матвей Львович — 1839—1845
4. Генерал-майор Геке, Карл Карлович — 1845—1857
5. Генерал-майор Столыпин, Аркадий Дмитриевич — 1857—1862
6. Генерал-майор Дандевиль, Виктор Дезидерьевич — 1862—1864
7. Генерал-майор Толстой, Михаил Николаевич — 1864—1865
8. Генерального Штаба генерал-майор Романовский, Дмитрий Ильич — 1865
9. Генерал-майор Верёвкин, Николай Александрович — 1865—1876
10. Генерал-майор Бизянов, Константин Федотович — 1874
11. Генерал-лейтенант князь Голицын, Григорий Сергеевич (1838) — 1876—1885
12. Генерал-майор Шипов, Николай Николаевич — 1885—1893
13. Генерал-лейтенант Максимович, Константин Клавдиевич — 1893—1899
14. Генерал-лейтенант Ставровский, Константин Николаевич — 1899—1906
15. Генерал-лейтенант Родзянко, Николай Владимирович — 1906—1908
16. Генерал-лейтенант Покотило, Василий Иванович — 1908—1910
17. Генерал-лейтенант Дубасов, Николай Васильевич — 1910—1913
18. Генерал-лейтенант Хабалов, Сергей Семёнович — 1914—1916
19. Генерал-майор Распопов, Николай Никифорович — 1916—1917